# Ionika
Ionika je přenosný elektronický klávesový hudební nástroj (elektronické varhany) vyráběný v NDR v 50. a 60. letech 20. století (celkem 3 modely).

## Ionika EMP1
Ionika EMP1 jsou malé polyfonní (vícehlasé) elektronické varhany, která se vyráběly v NDR od roku 1958 do roku 1965. Mezi hudební veřejností zdomácnělo pro tento nástroj označení "jonika".
Pravděpodobně první sériově vyráběné přenosné elektronické varhany ve "východním bloku". Poprvé byly veřejně představeny v roce 1958 na veletrhu v Lipsku a jejich sériová výroba začala o rok později. Vyráběly se v továrně Blechblas- und Signal-Instrumenten-Fabrik Markneukirchen (B&S), součástky se vyráběly v továrně VEB Elektroakustik Hartmannsdorf.
V roce 1963 přešla výroba elektronických varhan do bývalé továrny na akordeony F. A. Böhm Klingenthal, kde postupně vznikaly další modely: 1963 – elektromagnetické piano Claviset; 1964 – tranzistorové varhany Matador EMP3, 1965 – poněkud kuriózní dvoumanuálové klávesy Manuela EMP 34, které kombinovaly nástroje Matador (jako horní manuál) a Claviset (jako spodní manuál); další dva modely Ionika (jednomanuálová Ionika 5 a dvoumanuálová Ionika 6); 1967 – legendární Weltmeister TO-200. V roce 1972 firma F. A. Böhm přešla pod nově vzniklou společnost Vermona, v 70. letech zde vznikly např. varhany ET 6-1 a ET 6-2, bicí automaty ER 9 a DRM; efekt Phaser 80; klávesové nástroje E-Piano, Piano-Strings a Formation 2, v 80. letech přibyly analogové syntezátory a později i digitální...
Varhany Ionika EMP1 byly plně elektronkové – obsahovaly 42 elektronek (27x ECC 81, 14x ECF 82, 1x ECL 82). Jejich rozměry byly 73 x 43 x 13 cm, hmotnost 22 kg (bez stojanu), příkon 140 W. Byly vybaveny dvěma efekty (regulovatelné vibráto, glissando) a ovládáním posuvu celkového ladění o +/-1 půltón.
Celkový tónový rozsah byl 6 oktáv (F1–e4) – klávesnice měla 41 kláves (3 oktávy), rozsah se přepínal (posouval) rejstříkovými voliči (16´ – 8´ – 4´ – 2 2/3´ – 2´). Celkem bylo k dispozici 18 rejstříků (4 formanty 16´, 4 formanty 8´, 4 formanty 4´, 2 formanty 2 2/3´, 4 formanty 2´). Nejhlubší oktáva 16´ byla pouze monofonní.
Doba nahřívání (kvůli ustálení ladění) byla 20–30 minut. Pamětníci vzpomínají, že bylo potřeba nástroj před každým vystoupením (a někdy i během vystoupení) znovu naladit – změnou teploty se rozlaďoval. Zároveň však dodávají, že kvalita jiných zahraničních nástrojů nižší cenové skupiny nebyla o nic lepší.. Jindy naopak bylo potřeba joniku nechat vychladnout . Od poloviny 60. let už pak v kapelách začaly Ioniku EMP1 nahrazovat modernější (a lehčí), tranzistorové modely Matador EMP3 nebo Ionika EMP5 (příp. EMP6).
Varhany Ionika EMP1 se vyráběly ve dvou barevných variantách – modré   a zelené . Podrobné fotografie exteriéru i interiéru nástroje si lze prohlédnout na internetu . K dispozici je také český i německý návod k obsluze a schémata zapojení .
Dobový prospekt  prezentoval varhany Ionika EMP1 jako všestranný nástroj pro použití v různých oblastech: 
- "ionika" pro džezovou, taneční a zábavnou hudbu
- "ionika" pro klasickou hudbu
- "ionika" pro nahrávky ve studiu, akustické pokusy, sférické zvuky
- "ionika" pro slavnostní interpretace hudebního díla a pro církevní hudbu.

Ve své době stály v NDR údajně 5373 východoněmeckých marek , což zhruba odpovídalo ceně osobního automobilu Trabant 500, a pokud jde o dovoz do ČSSR, stály podle  v Československu na tehdejší dobu 'astronomických' 18000 Kčs, což představovalo částku ve výši roční průměrné mzdy (v roce 1966 dosáhla průměrná měsíční mzda pracujících v socialistickém sektoru bez JZD 1533 Kčs) – zdroje už neuvádějí, zda šlo o cenu samotných varhan, nebo včetně zesilovače a reproboxu. Je pochopitelné, že žádná z amatérských rokenrolových a bigbeatových kapel si nic takového nemohla ze svého koupit (honoráře za vystoupení se pohybovaly v rozmezí 0–50 Kčs) – nástroje a aparatury pořizovaly kulturní domy a patronátní podniky (jako zřizovatelé hudebních souborů) a kapelám je zapůjčovaly.
Dnes už jsou varhany Ionika k vidění pouze vzácně – v muzeích hudebních nástrojů, občas se objeví v aukci na portálu eBay.

## Zesilovací aparatury
Jako příslušenství bylo možné dokoupit elektronkový zesilovač s reproduktorovou skříní.

### Ionika-Lautsprecher-Box
V prvních letech výroby se k varhanům Ionika EMP1 dodávala zesilovací aparatura Ionika, která se skládala z elektronkového zesilovače (zpočátku UV1, později MV2 s výstupním sinusovým výkonem 12,5 VA) a z reproduktorové skříně UL1 s 6,3ohmovým alnico 12" reproduktorem L 3354 PBK (VEB Funkwerk Leipzig) , která sloužila zároveň jako přepravní kufr pro zesilovač (uvnitř skříně byl prostor, do kterého se po skončení produkce zesilovač uložil). Reprobox byl designově sladěn se zesilovačem.

### VA1 (Verstärkeranlage 1)
Reproduktorová skříň Ionika UL1 byla po čase nahrazena novějším typem a modernizovaná sestava zesilovače MV2 (Musikverstärker 2) a reproboxu se označovala VA1 (Verstärkeranlage 1). Inovovaná reproduktorová skříň byla v prospektech uváděna jako "Tonsäule" (hudební věž).

### VA2 (Verstärkeranlage 2)
Zesilovač MV2 byl v polovině 60. let nahrazen novějším modelem MV3 (Musikverstärker 3). Komplet zesilovače MV3 a nového typu reproboxu s basreflexem a vylepšeným 6ohmovým 12" reproduktorem L 3060 PB (VEB Funkwerk Leipzig)  se prodával pod označením VA2 (Verstärkeranlage 2).

## Ionika a taneční hudba
Ioniku využívala řada československých bigbeatových skupin a tanečních orchestrů 60. let.

### Orchestr Slávy Kunsta
Orchestr Slávy Kunsta (1956–1972) hrál swingový a taneční repertoár. Kapelník Sláva Kunst střídal akordeon, piáno a joniku  . Jonika se uplatnila v řadě tanečních nahrávek z let 1963–1965, především ve stylu twist a hully-gully – Dunajská zahrada , Lucifer In Coelis (Ecce Twist) , Lucifer Hully Gully , Goody Goody Hully Gully , Černý mustang , Deset, deset  a dalších melodiích tohoto tanečního orchestru .

### Sputnici
Sputnici používali varhany Ionika od 31.5.1961 , z dochovaných nahrávek  vyberme alespoň Hajaja Rock . Nástroj u Sputniků obsluhovali v průběhu let 1961–1963 Tomislav Vašíček  , Vladimír Polanecký  a Jan Obermayer. 

### Olympic
Ve skupině Olympic hrál na joniku Jaromír Klempíř , který ve skupině působil v letceh 1962–1964. Na jaře 1964 skupiny Olympic a Mefisto nahrály (v edici Big Beat v dramaturgii Mladý svět – Supraphon) první československé bigbítové singly. Díky tomu můžete joniku slyšet také v nahrávkách Olympiku Adresát neznámý  (a to rovnou hned v úvodu)  , Roň slzy, Hey Paula    a především Sealed With A Kiss  s nezapomenutelným nostalgickým zvukem .

### Mefisto
Skupina Mefisto vydala na jaře 1964 v bigbeatové edici Mladý svět – Supraphon singl Midnight  / I Saw Lindy Yesterday . Hráčem na klávesové nástroje v Mefistu  byl Karel Svoboda . Joniku hojně využíval jak na koncertech  Archivováno 6. 8. 2017 na Wayback Machine.  Archivováno 6. 8. 2017 na Wayback Machine., tak při nahrávání ve studiu v řadě dalších titulů skupiny Mefisto z poloviny 60. let – Monika , Sunny River , Young Lovers , What a Love , Quatermaster's Stores , Podzimní nálada  atd. 

### Semafor
Chcete-li se zaposlouchat do zvuku samotné joniky jen se zpěvem, poslechněte si semaforský singl Z mého života z roku 1963, kde Hanu Hegerovou doprovází Jiří Šlitr.   .

### Skupina Karla Duby
U Karla Duby hráli na joniku Miloš Hála a Jiří Malásek    . Nástroj můžete slyšet například ve skladbách z roku 1963 R40, Muž s kytarou  nebo Dostavník  , a také v nahrávkách Josefa Zímy Jak se máš, Maruško?  a Proč se neusmíváš?  (skupina je zde uvedena jako "Skupina Josefa Zímy") , Sweet Rosalie z roku 1965  a v dalších  .

### Komety
Ve skupině Komety obsluhoval joniku v letech 1962–1964 klávesista Jan Hrubý (nejde o houslistu Jana Hrubého).

### Juventus
V nahrávkách skupiny Juventus zaznívá jonika, na kterou zde hrál Václav Rákos, např. na singlech Nářek převozníka / Den na prérii (1967) a Ona se brání / Stůj, občane! (1968) . Vzhledem k datu nahrávek (1967–1968) ale není jisté, zda při jejich nahrávání byla použita Ionika EMP1, nebo některý z pozdějších modelů (Ionika 5, Ionika 6).

## Ionika ve filmové hudbě
Ionika si „zahrála“ v řadě hudebních filmů první poloviny 60. let, ve kterých účinkovaly již zmíněné taneční a bigbeatové kapely; její zvuk často zněl také v televizních (i rozhlasových) znělkách a reklamních spotech té doby (ve většině případů šlo i zde o instrumentální nahrávky výše uvedených skupin), v rozhlasových hrách…
Ionika se ale uplatňovala také v kompozicích psaných přímo pro film – využil ji např. skladatel Zdeněk Liška ve své hudbě ke sci-fi filmu Ikarie XB1 režiséra Jindřicha Poláka a scenáristy Pavla Juráčka z roku 1963.

## Experimentální a konceptuální hudba
Ioniku používali pro její zvukovou a tónovou variabilitu také někteří skladatelé moderní vážné hudby, např. brněnský skladatel Josef Berg ve své kompozici Snění (skladba pro přeladěné nástroje v tónovém systému Beta pro 4 housle, joniku, klavír, 2 kytary a bicí) z roku 1970. Viz ,  a . Vzhledem k datu vzniku skladby (1970) ale není jisté, zda při jejím komponování (a nahrávání) byla použita Ionika EMP1, nebo některý z pozdějších modelů (Ionika 5, Ionika 6).
Hře na joniku a komponováním pro ni se věnoval také brněnský skladatel a klavírista Pavel Palkovský (Studio autorů).

## Ionika 5 (EMP5) a Ionika 6 (EMP6)
Model Ionika EMP1 se vyráběl do roku 1965, kdy byly uvedeny na trh novější, tranzistorové modely – jednomanuálová Ionika 5 (EMP5) a dvoumanuálová Ionika 6 (EMP6). Jejich výroba skončila v roce 1970 a na trh přišly nástupnické modely Vermona ET-6-1 a ET-6-2.

## Zajímavosti
Velká část produkce byla určena pro sovětský a bulharský trh. Pro mnoho Rusů a Bulharů, obzvláště ze starší generace, se výraz "ionika" stal synonymem elektronického klávesového nástroje .
Na Youtube lze dokonce najít bulharské "osvětové" video k tomuto tématu: Разликата между синтезатор и йоника (Rozdíl mezi syntezátorem a jonikou). Video je v bulharštině, ale i tak budete rozumět. Lze zapnout i ruské titulky.
Tip: Zkuste na Youtube zadat heslo "йоника" nebo "yonika".